# Chiesa di Santa Maria della Purificazione (Caronno Pertusella)

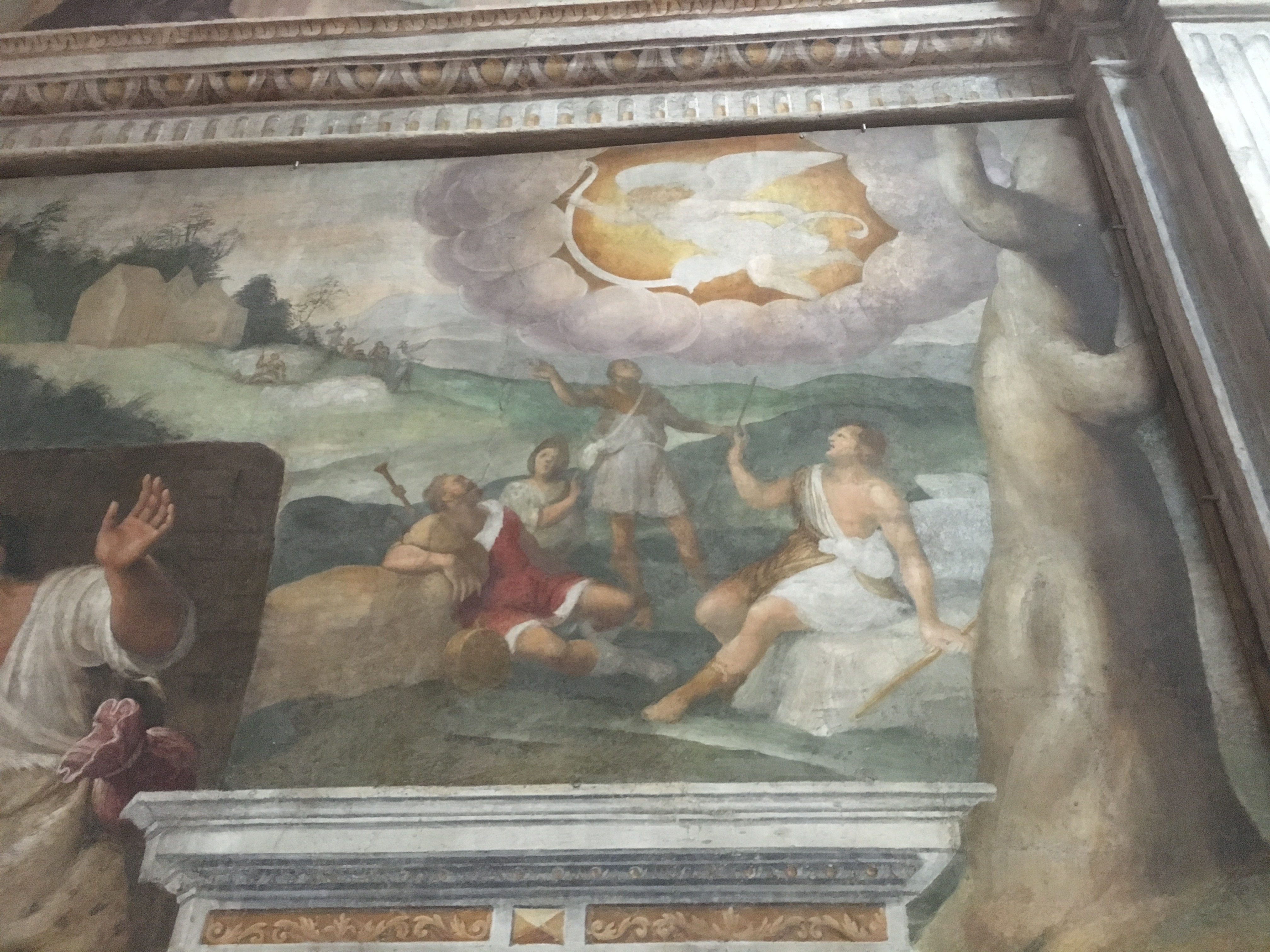
Paolo Lomazzo: Apparizione dell'angelo ai pastori

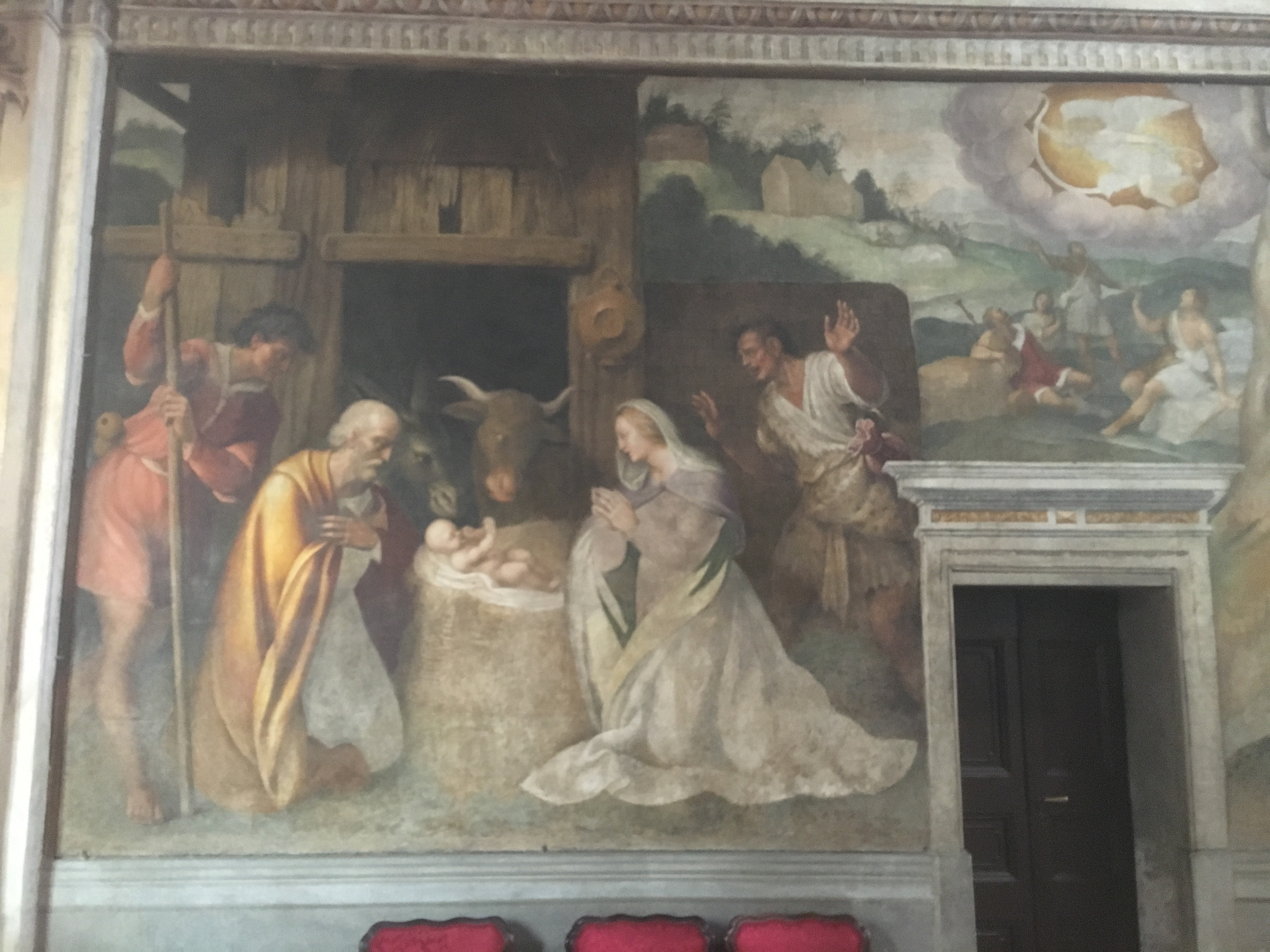
Paolo Lomazzo: Natività

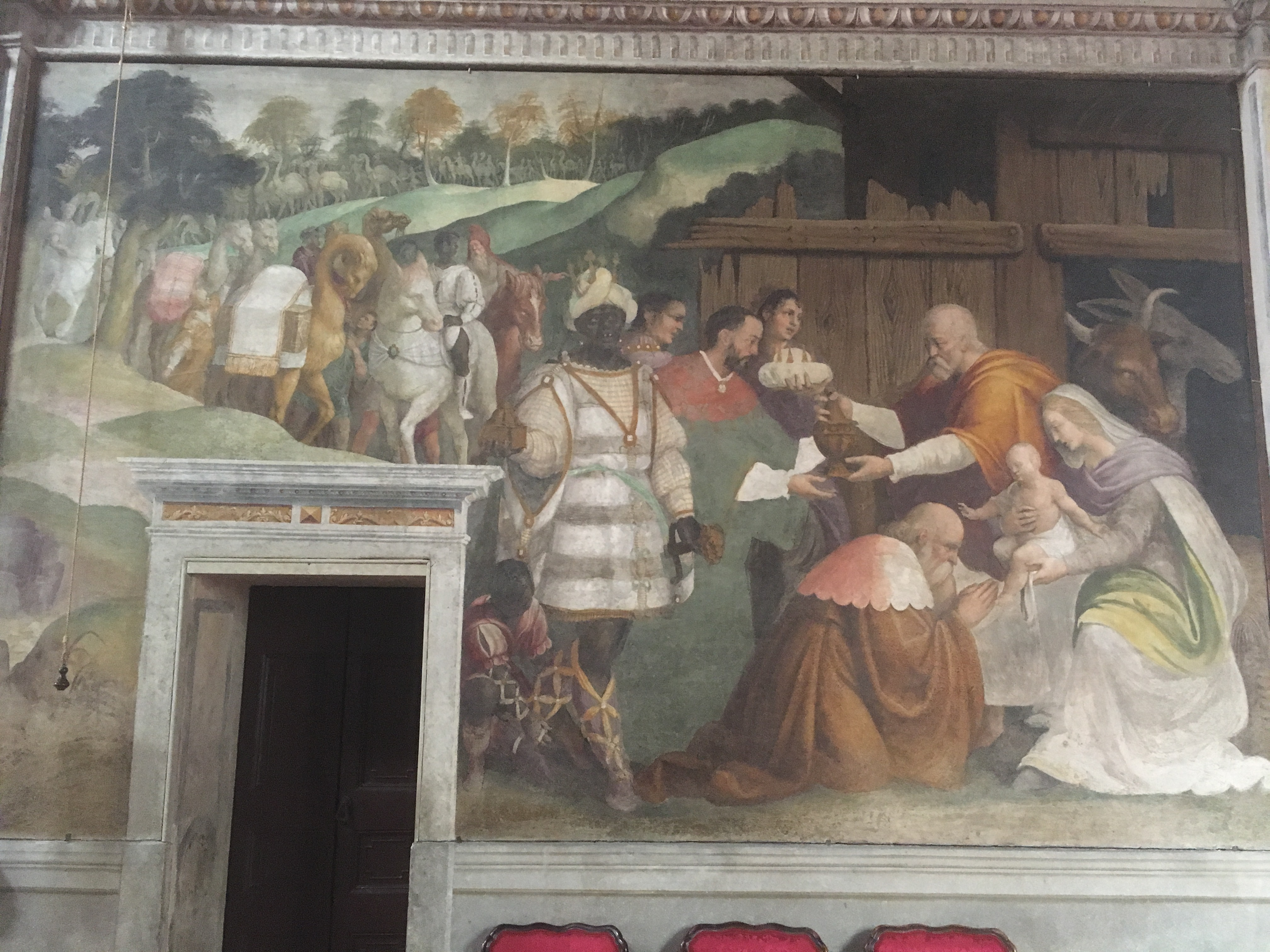
Paolo Lomazzo: I Re magi

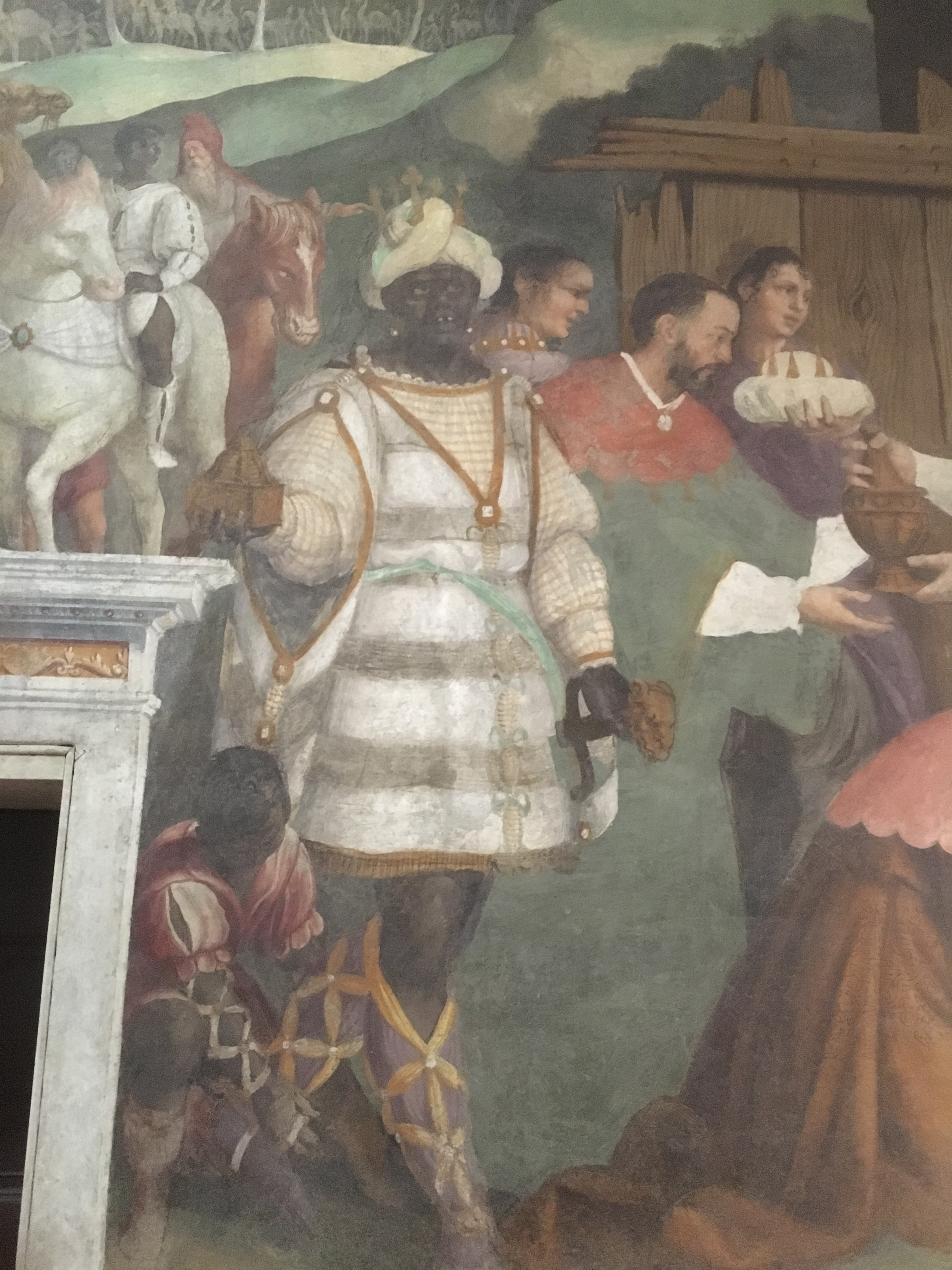
Paolo Lomazzo: Baldassarre

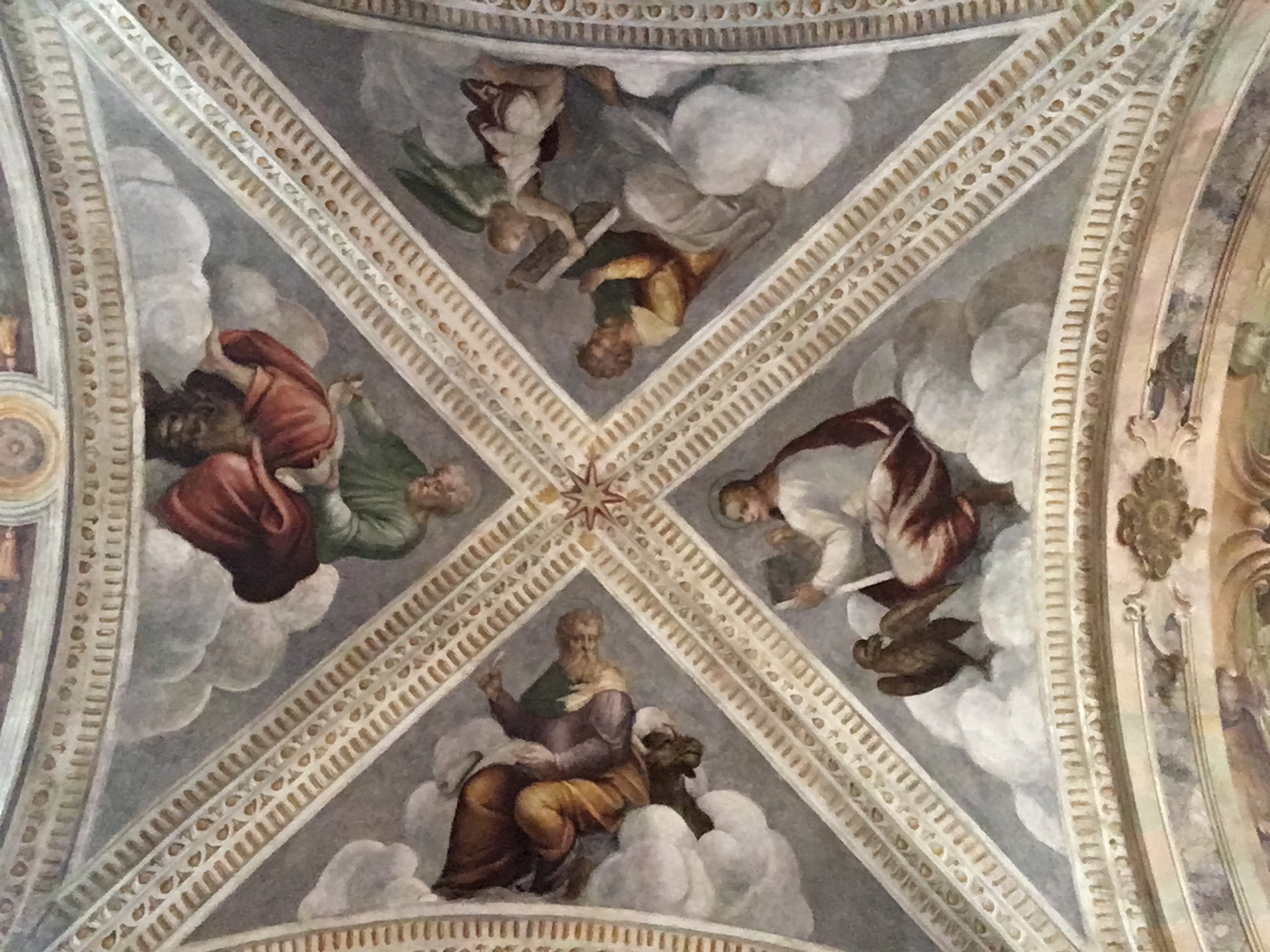
Paolo Lomazzo: I quattro evangelisti

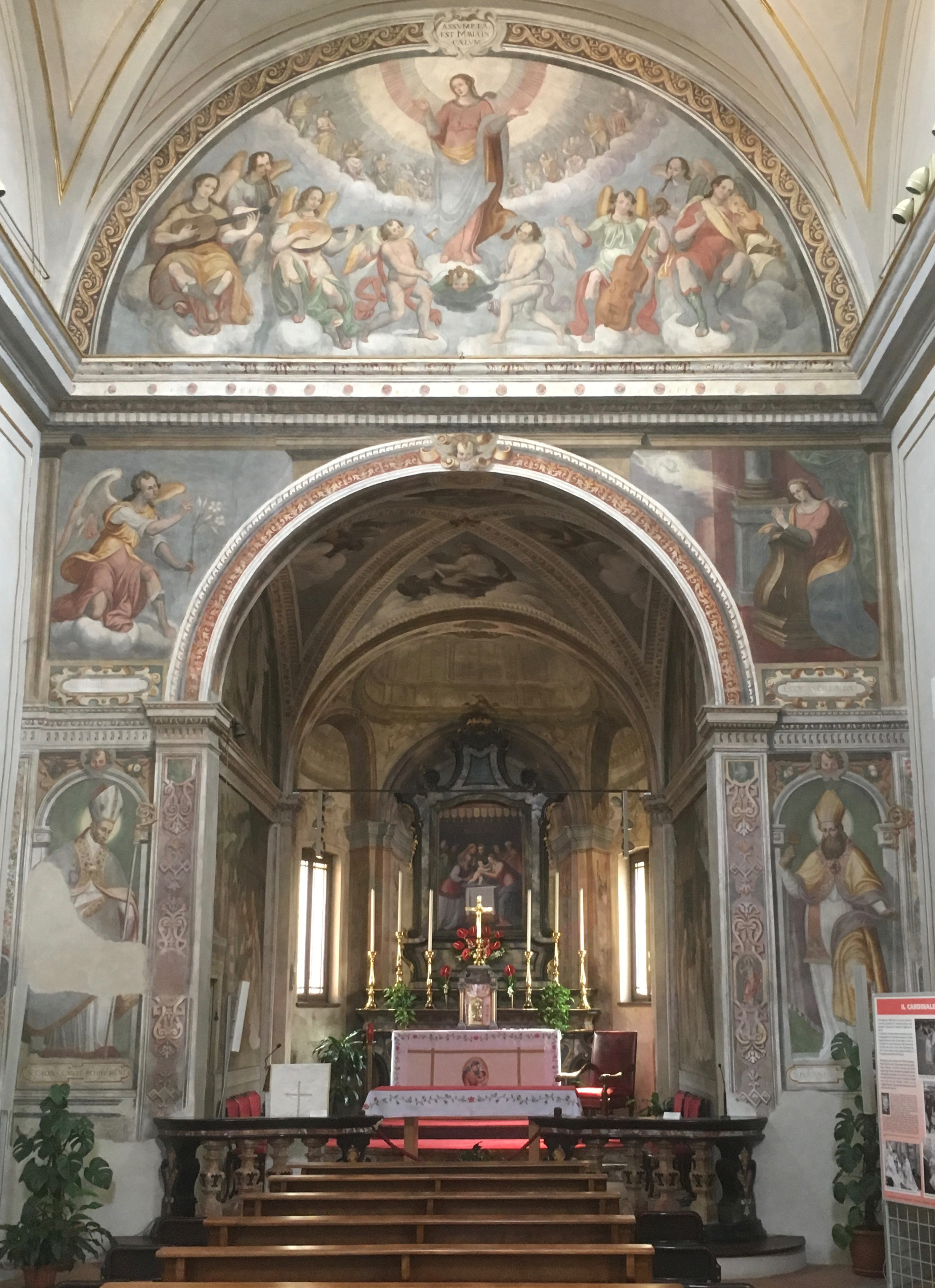
Santa Maria della Purificazione

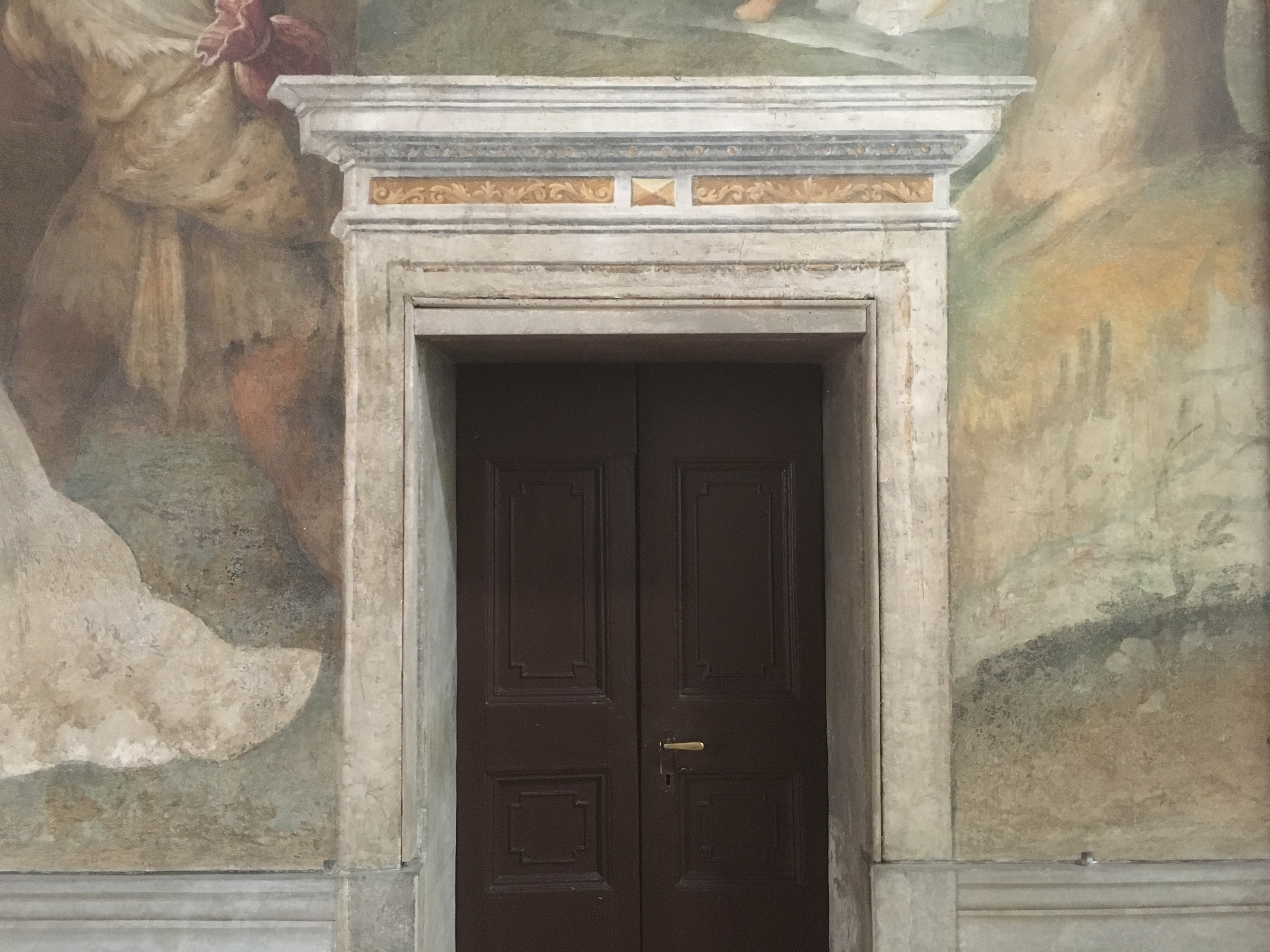
Paolo Lomazzo: Finto stipite

Santa Maria della Purificazione detta la Chiesa Nuova è una cappella rinascimentale situata a Caronno Pertusella che custodisce un pregevole ciclo pittorico del Rinascimento lombardo, dedicato agli episodi della nascita di Gesù. 
In origine la cappella era sede di una confraternita di carità.
La chiesa, inaugurata il 21 aprile del 1500, fu costruita per volere di Giorgio Turri e Gerolamo Spaldi, fondatori di una confraternita dedita alle opere di carità. San Carlo Borromeo volle che fosse destinata anche alla catechesi dei bambini. Nel 1596 il Cardinal Federigo Borromeo la trasformò da cappella di un ente ecclesiastico nella sede di un sacerdote coadiutore del parroco. Fino al 1887 i capifamiglia mantennero il diritto di eleggere il sacerdote di Santa Maria della Purificazione, scegliendo uno dei due candidati proposti dalla curia.

## Descrizione

### Esterno
Ha i caratteri sommari dell’architettura rinascimentale: il timpano sopra la facciata e sopra al portale, il finestrone con arco a tutto sesto, le nicchie e le lesene laterali.
Il campanile slanciato fu edificato nel 1545. 

### Interno
Gli affreschi di Paolo Lomazzo nella cappella absidale, che rievocano episodi dell'infanzia di Gesù, furono realizzati nel 1566 (come risulta da un registro dei pagamenti della confraternita). 
Sulla parete di destra: Sposalizio della Vergine e Natività. 
Sulla parete di sinistra: Fuga in Egitto e Adorazione dei Magi.
Sulla volta I quattro evangelisti. 
Gli affreschi dell'arco trionfale sono attribuiti alla scuola di Giovan Battista De Advocatis.
Sulla navata si affacciano due cappelle laterali. 
Sulla parete della cappella di sinistra è affrescato il Martirio di Santa Caterina.
Le ampie finestre su entrambe le pareti della campata furono aperte nel 1927. 
Gli stipiti delle due porte nelle pareti della cappella absidale sono integrati negli affreschi.